# ۱۲۸۳ (خورشیدی)
۱۲۸۳ هزار و دویست و هشتاد و سومین سال هجری خورشیدی است.

## زادگان
- کریم سنجابی، سیاستمدار و حقوقدان ایرانی و اولین وزیر امور خارجه جمهوری اسلامی ایران .
- جعفر خرسندی، شاعر و نوازنده تار و ویولن ایرانی
- اسماعیل مهرتاش : موسیقی دان ایرانی.
- ملکه توران : همسر سوم رضاشاه پهلوی